# Razer
Razer Inc. (stylisé RΛZΞR) est une entreprise d'informatique singapourienne, fondée par Min-Liang Tan (en) et Robert Krakoff en 2005. Son activité principale consiste à développer et vendre des périphériques informatiques pour joueurs.

## Histoire
Razer est fondée en 1999 par une équipe d'ingénieurs et de marketeurs dans le but de développer et commercialiser une souris haut de gamme pour joueurs.
Leur premier produit, la souris Boomslang, fut la première souris proposant une résolution optique de 2 000 dpi offrant ainsi un meilleur contrôle et une meilleure précision.
Razer est l'une des premières entreprises à parrainer les joueurs, ce qui contribua à l'émergence du pro-gaming.

Johnathan "Fatal1ty" Wendel faisait partie des douze premiers joueurs sponsorisés par Razer. Elle a également été la première société à sponsoriser des teams et à offrir des récompenses lors de tournois Counter-Strike en 2001. Razer continue de sponsoriser de grands tournois mondiaux, des teams ainsi que des joueurs professionnels.
En juin 2015, Razer acquiert Ouya Inc. fabricant en difficulté de la Ouya, pour un montant inconnu.

## Produits
Les produits Razer sont généralement destinés aux joueurs. La majeure partie des produits Razer sont des périphériques PC incluant souris, claviers, manettes, haut-parleurs et casques audio. Razer a également sorti une gamme d'ordinateur portable (Razer Blade 15 pouces et Razer Blade Pro 17 pouces).
La plupart des produits Razer sont nommés d'après certains animaux dangereux, allant des serpents (souris), insectes (tapis de souris), arachnides (claviers), aux créatures marines (audio) et félines (périphériques console). Récemment, Razer a annoncé le Razer phone, le "meilleur" téléphone pour joueurs selon la marque.

## Les Innovations Razer
Le Razer Forge TV : Cette nouvelle innovation est une réponse au Nvidia Shield, sortie en 2015. Le principe est de jouer aux jeux de son pc directement sur sa TV via un petit boitier contenant un processeur, de la mémoire vive et de la mémoire interne.
Ce boîtier dispose tout de même d'un Snapdragon 805 (Quad core 2,5 GHz) de 2 Go de RAM et 16 Go de mémoire interne (prix : 165 €).

## Comparaison des Souris Razer
| Nom               | Poids             | Sensibilité | Temps de réponse | Nombre de boutons | Rétroéclairage |
| ----------------- | ----------------- | ----------- | ---------------- | ----------------- | -------------- |
| Ouroboros         | 115 g             | 8 400 dpi   | 1 000 Hz         | 11 boutons        | Vert           |
| Mamba Chroma      | 125 g             | 16 000 dpi  | 1 000 Hz (=1 ms) | 9 boutons         | Multicolore    |
| Taipan            | 132 g             | 8 200 dpi   | 1 000 Hz         | 9 boutons         | Vert           |
| Naga Chroma       | 135 g             | 16 000 dpi  | 1 000 Hz         | 19 boutons        | Multicolore    |
| Naga Hex          | 134 g             | 5 600 dpi   | 1 000 Hz         | 11 boutons        | Vert           |
| Abyssus           | 111 g             | 3 500 dpi   | 1 000 Hz         | 3 boutons         | Vert           |
| DeathAdder Chroma | 105 g             | 10 000 dpi  | 1 000 Hz         | 5 boutons         | Multicolore    |
| Orochi            | 115 g             | 8 200 dpi   | 1 000 Hz         | 5 boutons         | Multicolore    |
| Imperator         | 100 g             | 6 400 dpi   | 1 000 Hz         | 7 boutons         | Bleu           |
| Basilisk          | 107 g             | 16 000 dpi  | 1 000 Hz         | 7 boutons         | Multicolore    |
| Lancehead         | 111 g             | 16 000 dpi  | 1 000 Hz         | 8 boutons         | Multicolore    |
| Naga Trinity      | 120 g             | 16 000 dpi  | 1 000 Hz         | 9/11/19 boutons   | Multicolore    |
| Atheris           | 66 g (sans piles) | 7 200 dpi   | 1 000 Hz         | 5 boutons         | aucun          |

Cette liste est non exhaustive.

## Comparaison des Claviers Razer
| Nom                      | Poids   | Temps de réponse | Nombre de macros | Rétroéclairage | Commutateurs   |
| ------------------------ | ------- | ---------------- | ---------------- | -------------- | -------------- |
| BlackWidow Chroma        | 1 500 g | 1 000 Hz         | 5 macros         | Multicolore    | Mécaniques     |
| BlackWidow Ultimate 2016 | 1 500 g | 1 000 Hz         | OUI              | Vert           | Mécaniques     |
| BlackWidow TE            | 950 g   | 1 000 Hz         | OUI              | NON            | Mécaniques     |
| BlackWidow TE Chroma     | 950 g   | 1 000 Hz         | OUI              | Multicolore    | Mécaniques     |
| BlackWidow X Chroma      | 1 405 g | 1 000 Hz         | OUI              | Multicolore    | Mécaniques     |
| BlackWidow X Ultimate    | ?       | 1 000 Hz         | OUI              | Vert           | Mécaniques     |
| DeathStalker Chroma      | 1 090 g | 1 000 Hz         | OUI              | Multicolore    | Chiclet        |
| DeathStalker             | 1 090 g | 1 000 Hz         | OUI              | Vert           | Chiclet        |
| Anansi                   | 1 020 g | 1 000 Hz         | 5 + 7 macros     | Bleu           | Mécaniques     |
| Ornata Chroma            | ?       | 1 000 Hz         | OUI              | Multicolore    | Méca-membranes |
| Huntsman                 | ?       | 1 000 Hz         | 10 macros        | Multicolore    | Optiques       |

Cette liste est non exhaustive.

## Gamepads
| Nom              | Poids | Sensibilité | Temps de réponse | Nombre de touches | Rétroéclairage | Clavier Mécanique |
| ---------------- | ----- | ----------- | ---------------- | ----------------- | -------------- | ----------------- |
| Orbweaver Chroma | 395 g | 3 500 dpi   | 1 000 Hz         | 30 touches        | Multicolore    | OUI               |
| Tartarus Chroma  | 370 g | 3 500 dpi   | 1 000 Hz         | 25 touches        | Multicolore    | NON               |

Cette liste est non exhaustive.

## Comparaison des Casques Razer
| Nom               | Réponse de fréquence | Sensibilité            | Puissance | Connecteur(s)                   | Poids  |
| ----------------- | -------------------- | ---------------------- | --------- | ------------------------------- | ------ |
| Kraken Pro        | 20-20 000 Hz         | 100 ± 4 dB à 1 kHz max | 50 mW     | Jack 3,5 mm                     | 300 g  |
| Kraken Chroma 7.1 | 20-20 000 Hz         | 40 ± 4 dB à 1 kHz max  | 30 mW     | USB                             | 340 g  |
| ManO'War          | 20-20 000 Hz         | 38 ± 3 dB à 1 kHz max  | 30 mW     | Bluetooth + USB                 | 375 g  |
| BlackShark        | 20-20 000 Hz         | 105 ± 3 dB à 1 kHz max | 50 mW     | Jack 3,5 mm séparées            | 290 g  |
| Tiamat 7.1        | 20-20 000 Hz         | 120 ± 3 dB à 1 kHz max | ?         | USB                             | 350 g  |
| Adero in ear      | 20-20 000 Hz         | 96 ± 3 dB à 1 kHz max  | 10 mW     | Jack 3,5 mm                     | 22 g   |
| Adero stereo      | 20-20 000 Hz         | 104 ± 3 dB à 1 kHz max | 50 mW     | Jack 3,5 mm                     | 169 g  |
| Adero wireless    | 20-20 000 Hz         | 91 ± 3 dB à 1 kHz max  | 50 mW     | Bluetooth + USB                 | 197 g  |
| Chimaera 5.1      | 20-20 000 Hz         | 105 ± 2 dB à 1 kHz max | ?         | Jack 3,5 mm séparées + sans fil | 369 g  |
| HammerHead        | 20-20 000 Hz         | 106 ± 3 dB à 1 kHz max | ?         | Jack 3,5 mm séparées            | 12,5 g |
| Kraken mobile     | 20-20 000 Hz         | 110 ± 4 dB à 1 kHz max | 50 mW     | Jack 3,5 mm détachable          | 315 g  |
| Kraken 7.1 V2     | 12-28 000 Hz         | 123 ± 4 dB à 1 kHz max | 30 mW     | USB                             | 346 g  |
| Tiamat 7.1 V2     | 20-20 000 Hz         | 118 ± 3 dB à 1 kHz max | ?         | USB + 4 Jack 3,5 mm             | 560g   |
| Tiamat 2.2 V2     | 20-20 000 Hz         | 118 ± 3 dB à 1 kHz max | 50 mW     | Jack 3,5 mm détachable          | ?      |
| Razer Nari        | 20-20 000 Hz         | 107 ± 3 dB à 1 kHz max | 30 mW     | USB                             | ?      |

Cette liste est non exhaustive.

## Systèmes Razer
| Nom               | Processeur | Puce graphique         | Mémoire RAM        | Mémoire physique    | Écran             | Poids   | Ports                                |
| ----------------- | ---------- | ---------------------- | ------------------ | ------------------- | ----------------- | ------- | ------------------------------------ |
| Blade QHD+Tactile | i7–4720HQ  | GTX 970M (3 Go)        | 2x8 DDR3 1 600 MHz | 896 Go SSD (SATA 2) | 4k+Tactile 14 "   | 2,03 kg | USB 3.0x3 Webcam (2,0 MP)            |
| Blade FullHD      | i7–4720HQ  | GTX 970M (3 Go)        | 8 DDR3 1 600 MHz   | 256 Go SSD (SATA 2) | 1080p 14 "        | 1,9 kg  | USB 3.0x3 Webcam(2,0 MP)             |
| Blade Stealth UHD | i7–7500U   | Intel® HD Graphics 620 | 16 DDR4            | 256 Go SSD (M.2)    | 4K 12,5 "         | 1,23 kg | USB 3.0x2 et USB-C x1 Webcam(2,0 MP) |
| Blade Pro 17      | i7–7820HK  | GTX 1080 (8 Go)        | 32 DDR4 2 667 MHz  | 2 To SSD (M.2)      | 4K+tactile 17,3 " | 3,49 kg | USB 3.0x3 et USB-C x1 Webcam(2,0 MP) |

Cette liste est non exhaustive.